# Lista över dammedaljörer i sprintvärldsmästerskapen i kajak
Detta är en lista över samtliga medaljörer på damsidan i Sprintvärldsmästerskapen i kanotsport.

## K-1 500 m
Introducerades: 1938. Ingick inte: 1948. Togs med igen: 1950. 1938 var distansen 600 m.
| Spel             | Guld                         | Silver                       | Brons                        |
| Vaxholm 1938     | Maggie Kalka (FIN)           | Maj-Britt Bergqvist (SWE)    | Bofil Thirstedt (DEN)        |
| Köpenhamn 1950   | Sylvi Saimo (FIN)            | Karen Hoff (DEN)             | Fritzi Schwingl (AUT)        |
| Mâcon 1954       | Theresa Zens (SAA)           | Fritzi Schwingl (AUT)        | Tove Nielsen (DEN)           |
| Prag 1958        | Jelisaveta Kislova (URS)     | Antonina Seredina (URS)      | Theresa Zens (GER)           |
| Jajce 1963       | Marija Zjubina (URS)         | Ljudmila Rjvedosjuk (URS)    | Hanneliese Spitz (AUT)       |
| Östberlin 1966   | Ljudmila Pinajeva (URS)      | Roswitha Esser (GER)         | Anita Kobuss (GDR)           |
| Köpenhamn 1970   | Ljudmila Pinajeva (URS)      | Mieke Jaapies (NED)          | Petra Setzkorn (GDR)         |
| Belgrad 1971     | Ljudmila Pinajeva (URS)      | Mieke Jaapies (NED)          | Petra Setzkorn (GDR)         |
| Tammerfors 1973  | Nina Gopova (URS)            | Petra Borzym (GDR)           | Victoria Dumitru (ROU)       |
| Mexico City 1974 | Anke Ohde (GDR)              | Nina Gopova (URS)            | Maria Cosma (ROU)            |
| Belgrad 1975     | Anke Ohde (GDR)              | Galina Kreft (URS)           | Maria Mihareanu (ROU)        |
| Sofia 1977       | Gudrun Klaus-Dittmar (GDR)   | Maria Cosma (ROU)            | Tatjana Korzjunova (URS)     |
| Belgrad 1978     | Roswitha Eberl (GDR)         | Olga Makarova (URS)          | Maria Cosma (ROU)            |
| Duisburg 1979    | Roswitha Eberl (GDR)         | Galina Aleksejeva (URS)      | Klára Rajnai (HUN)           |
| Nottingham 1981  | Birgit Fischer (GDR)         | Éva Rakusz (HUN)             | Agneta Andersson (SWE)       |
| Belgrad 1982     | Birgit Fischer (GDR)         | Agneta Andersson (SWE)       | Éva Rakusz (HUN)             |
| Tammerfors 1983  | Birgit Fischer (GDR)         | Vania Gesjeva (BUL)          | Maria Ştefan (ROU)           |
| Mechelen 1985    | Birgit Schmidt-Fischer (GDR) | Nellij Jefremova (URS)       | Agneta Andersson (SWE)       |
| Montréal 1986    | Vania Gesjeva (BUL)          | Kathrin Giese (GDR)          | Yvonne Knudsen (DEN)         |
| Duisburg 1987    | Birgit Schmidt-Fischer (GDR) | Izabela Dylewska (POL)       | Agneta Andersson (SWE)       |
| Plovdiv 1989     | Katrin Borchert (GDR)        | Izabela Dylewska (POL)       | Josefa Idem (FRG)            |
| Poznań 1990      | Josefa Idem (ITA)            | Yvonne Knudsen (DEN)         | Katrin Borchert (GER)        |
| Paris 1991       | Katrin Borchert (GER)        | Rita Kőbán (HUN)             | Josefa Idem (ITA)            |
| Köpenhamn 1993   | Birgit Schmidt (GER)         | Anna Olsson (SWE)            | Caroline Brunet (CAN)        |
| Mexico City 1994 | Birgit Schmidt (GER)         | Rita Kőbán (HUN)             | Josefa Idem (ITA)            |
| Duisburg 1995    | Rita Kőbán (HUN)             | Caroline Brunet (CAN)        | Suzanne Gunnarsson (SWE)     |
| Dartmouth 1997   | Caroline Brunet (CAN)        | Josefa Idem (ITA)            | Ursula Profanter (AUT)       |
| Szeged 1998      | Caroline Brunet (CAN)        | Katrin Borchert (AUS)        | Josefa Idem (ITA)            |
| Milano 1999      | Caroline Brunet (CAN)        | Josefa Idem (ITA)            | Rita Kőbán (HUN)             |
| Poznań 2001      | Josefa Idem (ITA)            | Katrin Borchert (AUS)        | Katalin Kovács (HUN)         |
| Sevilla 2002     | Katalin Kovács (HUN)         | Caroline Brunet (CAN)        | Josefa Idem (ITA)            |
| Gainesville 2003 | Katalin Kovács (HUN)         | Caroline Brunet (CAN)        | Aneta Pastuszka (POL)        |
| Zagreb 2005      | Nicole Reinhardt (GER)       | Karen Furneaux (CAN)         | Erzsébet Viski (HUN)         |
| Szeged 2006      | Dalma Benedek (HUN)          | Josefa Idem (ITA)            | Zhong Hongyan (CHN)          |
| Duisburg 2007    | Katalin Kovács (HUN)         | Anne Rikala (FIN)            | Katrin Wagner-Augustin (GER) |
| Dartmouth 2009   | Katalin Kovács (HUN)         | Katrin Wagner-Augustin (GER) | Josefa Idem (ITA)            |
| Poznań 2010      | Inna Osypenko (UKR)          | Nataša Janić (HUN)           | Rachel Cawthorn (GBR)        |
| Szeged 2011      | Nicole Reinhardt (GER)       | Danuta Kozák (HUN)           | Inna Osypenko-Radomska (UKR) |
| Duisburg 2013    | Danuta Kozák (HUN)           | Katrin Wagner-Augustin (GER) | Lisa Carrington (NZL)        |
| Moskva 2014      | Danuta Kozák (HUN)           | Lisa Carrington (NZL)        | Bridgitte Hartley (RSA)      |
| Milano 2015      | Lisa Carrington (NZL)        | Anna Kárász (HUN)            | Zhou Yu (CHN)                |
| Račice 2017      | Volha Chudzenka (BLR)        | Lisa Carrington (NZL)        | Emma Jørgensen (DEN)         |

## K-2 500 m
Introducerades: 1938. 1938 var distansen 600 m.
| Spel             | Guld                                                 | Silver                                              | Brons                                            |
| Vaxholm 1938     | Marta Pavlisová Marta Zvolanková Tjeckoslovakien     | Josefa Lehmenkühler Elisabeth Kropp Tyskland        | Ruth Lange Bofil Thirstedt Danmark               |
| London 1948      | Karen Hoff Bodil Svendsen Danmark                    | Marta Kohoutová Růžena Košťálová Tjeckoslovakien    | Fritzi Schwingl Gertrude Liebhardt Österrike     |
| Köpenhamn 1950   | Sylvi Saimo Greta Grönholm Finland                   | Trude Liebhardt Fritzi Schwingl Österrike           | Ingrid Wallgren Lisa Lundberg Sverige            |
| Mâcon 1954       | Hilda Pinter Klára Bánfalvi Ungern                   | Valeria Lieszkowszky Vilma Egresi Ungern            | Lisa Schwarz Gisela Amail Västtyskland           |
| Prag 1958        | Nina Grusinzjeva Mariya Zjubina Sovjetunionen        | Antonina Seredina Jelisaveta Kislova Sovjetunionen  | Therese Zens Ingrid Hartmann Västtyskland        |
| Jajce 1963       | Roswitha Esser Annemarie Zimmermann Västtyskland     | Marija Zjubina Ljumila Tjevdosyuk Sovjetunionen     | Valentina Bizak Ljubov Sintjina Sovjetunionen    |
| Östberlin 1966   | Anita Nüssner-Kobuss Helga Mühlberg-Ulze Östtyskland | Marija Zjubina Antonia Seredina Sovjetunionen       | Katalin Benkő Anna Pfeffer Ungern                |
| Köpenhamn 1970   | Renate Breuer Roswitha Esser Västtyskland            | Ljudmila Besrukova Tamara Zjimanskaja Sovjetunionen | Petra Setzkorn Petra Grabowski Östtyskland       |
| Belgrad 1971     | Anna Pfeffer Katalin Hollosy Ungern                  | Petra Setzkorn Petra Grabowski Östtyskland          | Tamara Popova Jekaterina Kurizjko Sovjetunionen  |
| Tammerfors 1973  | Ilse Kaschube Petra Borzym Östtyskland               | Ljudmila Pinajeva Nina Gopova Sovjetunionen         | Anna Pfeffer Ilona Tözser Ungern                 |
| Mexico City 1974 | Bärbel Köster Anke Ohde Östtyskland                  | Victoria Dumitru Maria Nichiforov Rumänien          | Ilona Tözser Mária Zakariás Ungern               |
| Belgrad 1975     | Bärbel Köster Carola Zirzow Östtyskland              | Galina Kreft Jekaterina Nagimaja Sovjetunionen      | Maria Kazanecka Katarzyna Kulczak Polen          |
| Sofia 1977       | Marion Rösiger Martina Fischer Östtyskland           | Agafia Orlov Nastasia Nichitov Rumänien             | Vania Gestjeva Diana Christova Bulgarien         |
| Belgrad 1978     | Marion Rösiger Martina Fischer Östtyskland           | Natalja Kalasjinkova Nina Doroh Sovjetunionen       | Agafia Orlov Nastasia Nichitov Rumänien          |
| Duisburg 1979    | Natalja Kalasjinkova Nina Doroh Sovjetunionen        | Marion Rösiger Martina Bischof Östtyskland          | Agafia Orlov Nastasia Nichitov Rumänien          |
| Nottingham 1981  | Birgit Fischer Carsta Kühn Östtyskland               | Agneta Andersson Susanne Wiberg Sverige             | Agafia Buhaev Maria Ştefan Rumänien              |
| Belgrad 1982     | Birgit Fischer Bettina Streussel Östtyskland         | Katalin Povázsán Erika Géczi Ungern                 | Karin Olsson Agneta Andersson Sverige            |
| Tammerfors 1983  | Birgit Fischer Carsta Kühn Östtyskland               | Katalin Povázsán Erika Géczi Ungern                 | Agneta Andersson Susanne Wiberg Sverige          |
| Mechelen 1985    | Birgit Fischer Carsta Kühn Östtyskland               | Éva Rakusz Rita Kőbán Ungern                        | Annemiek Derckx Annemarie Cox Nederländerna      |
| Montréal 1986    | Katalin Povázsán Erika Mészáros Ungern               | Nelli Korbukova Tatjana Zjistova Sovjetunionen      | Vania Gesjeva Diana Paliski Bulgarien            |
| Duisburg 1987    | Birgit Schmidt Anke Nothnagel Östtyskland            | Annemiek Derckx Annemarie Cox Nederländerna         | Ogniana Petkova Ivanka Mueriva Bulgarien         |
| Plovdiv 1989     | Anke Nothnagel Heike Singer Östtyskland              | Éva Dónusz Erika Mészáros Ungern                    | Irina Salomjkova Galina Savenko Sovjetunionen    |
| Poznań 1990      | Ramona Portwich Anke von Seck Östtyskland            | Éva Dónusz Erika Mészáros Ungern                    | Katrin Borchert Monika Bunke Västtyskland        |
| Paris 1991       | Ramona Portwich Anke von Seck Tyskland               | Éva Dónusz Erika Mészáros Ungern                    | Agneta Andersson Anna Olsson Sverige             |
| Köpenhamn 1993   | Agneta Andersson Anna Olsson Sverige                 | Kinga Czigány Szilvia Mednyánszky Ungern            | Ramona Portwich Anett Schuck Tyskland            |
| Mexico City 1994 | Elżbieta Urbańczyk Barbara Hajcel Polen              | Kinga Czigány Szilvia Mednyánszky Ungern            | Birgit Schmidt Daniela Gleue Tyskland            |
| Duisburg 1995    | Ramona Portwich Anett Schuck Tyskland                | Izabela Dylewska Elżbieta Urbańczyk Polen           | Suzanne Rosenquist Susanne Gunnarsson Sverige    |
| Dartmouth 1997   | Birgit Fischer Anett Schuck Tyskland                 | Anna Wood Katrin Borchert Australien                | Beatriz Manchón Izaskun Aramburu Spanien         |
| Szeged 1998      | Anna Wood Katrin Borchert Australien                 | Birgit Fischer Anett Schuck Tyskland                | Kinga Dékány Rita Kőbán Ungern                   |
| Milano 1999      | Beata Sokołowska Aneta Pastuszka Polen               | Caroline Brunet Karen Furneaux Kanada               | Katalin Kovács Szilvia Szabó Ungern              |
| Poznań 2001      | Szilvia Szabó Kinga Bóta Ungern                      | Beata Sokołowska Aneta Pastuszka Polen              | Sonia Molanes Beatriz Manchón Spanien            |
| Sevilla 2002     | Szilvia Szabó Kinga Bóta Ungern                      | Katrin Wagner Manuela Mucke Tyskland                | Sonia Molanes Beatriz Manchón Spanien            |
| Gainesville 2003 | Szilvia Szabó Kinga Bóta Ungern                      | Bonka Pindzeva Delyana Dacheva Bulgarien            | Beata Sokołowska-Kulesza Joanna Skowroń Polen    |
| Zagreb 2005      | Katalin Kovács Nataša Janić Ungern                   | Petra Schlitzer Viktoria Schwarz Österrike          | Anne-Laure Viard Marie Delattre Frankrike        |
| Szeged 2006      | Katalin Kovács Nataša Janić Ungern                   | Jana Bláhová Michala Mruzková Tjeckien              | Fanny Fischer Gesine Ruge Tyskland               |
| Duisburg 2007    | Fanny Fischer Nicole Reinhardt Tyskland              | Tímea Paksy Dalma Benedek Ungern                    | Anne-Laure Viard Marie Delattre Frankrike        |
| Dartmouth 2009   | Danuta Kozák Gabriella Szabó Ungern                  | Fanny Fischer Nicole Reinhardt Tyskland             | Josefin Nordlöw Sofia Paldanius Sverige          |
| Poznań 2010      | Danuta Kozák Gabriella Szabó Ungern                  | Juliana Salachova Anastasia Sergeeva Ryssland       | Yvonne Schuring Viktoria Schwarz Österrike       |
| Szeged 2011      | Yvonne Schuring Viktoria Schwarz Österrike           | Franziska Weber Tina Dietze Tyskland                | Beata Mikołajczyk Aneta Konieczna Polen          |
| Duisburg 2013    | Franziska Weber Tina Dietze Tyskland                 | Katalin Kovács Natasa Dusev-Janics Ungern           | Karolina Naja Beata Mikołajczyk Polen            |
| Moskva 2014      | Gabriella Szabó Tamara Csipes Ungern                 | Nikolina Moldovan Olivera Moldovan Serbien          | Karolina Naja Beata Mikołajczyk Polen            |
| Milano 2015      | Gabriella Szabó Danuta Kozák Ungern                  | Milica Starović Dalma Ružičić-Benedek Serbien       | Franziska Weber Tina Dietze Tyskland             |
| Račice 2017      | Caitlin Ryan Lisa Carrington Nya Zeeland             | Tina Dietze Franziska Weber Tyskland                | Špela Ponomarenko Janić Anja Ostermann Slovenien |

## K-4 500 m
Introducerades: 1963.
| Spel             | Guld                                                                                    | Silver                                                                                  | Brons                                                                                    |
| Jajce 1963       | Valentina Bizak Lyudmila Pinajeva Mariya Zjubina Antonina Seredina Sovjetunionen        | Roswitha Esser Erika Felten Ingrid Hartmann Annemarie Zimmermann Västtyskland           | Marion Knobba Anita Nüssner-Kobuss Charlotte Seidelmann Helga Mühilberg-Ulze Östtyskland |
| Östberlin 1966   | Marija Zjubina Antonina Seredina Ljudmila Pinajeva Nadezjda Levtjenko Sovjetunionen     | Sigrud Kummer Roswitha Esser Irene Rozema Renate Breuer Västtyskland                    | Käthe Pohland Karin Haftenberger Anita Nüssner-Kobuss Helga Mühilberg-Ulze Östtyskland   |
| Köpenhamn 1970   | Ljudmila Besrukova Tamara Zjimanskaja Natalja Bojko Nineli Vaklua Sovjetunionen         | Petra Setzkorn Petra Grabowski Ingeborg Loesch Anita Nüssner-Kobuss Östtyskland         | Roswitha Esser Irene Pepinghege Roswitha Spohr Monika Bergmann Västtyskland              |
| Belgrad 1971     | Jekaterina Kurizjko Natalja Boyko Julija Ryabtzjinskaja Ljudmila Pinajeva Sovjetunionen | Renate Breuer Roswitha Esser Irene Pepinghege Heiderose Wallbaum Västtyskland           | Petra Setzkorn Marion Grupe Bettina Müller Petra Grabowski Östtyskland                   |
| Tammerfors 1973  | Ljudmila Pinajeva Nina Gopova Larissa Kabakova Tamara Popova Sovjetunionen              | Anna Pfeffer Ilona Töszer Erzsabet Horvárth Mária Zakariás Ungern                       | Victoria Dumitru Maria Nichiforov Maria Cosma Maria Ivanov Rumänien                      |
| Mexico City 1974 | Ilse Kaschube Bärbel Köster Anke Ohde Carola Zirzow Östtyskland                         | Nina Gopova Larissa Kabakova Tatjana Korzjunova Galina Kreft Sovjetunionen              | Victoria Dumitru Maria Nichiforov Maria Cosma Agafia Orlov Rumänien                      |
| Belgrad 1975     | Bärbel Köster Anke Ohde Bettina Müller Carola Zirzow Östtyskland                        | Larissa Besnitzkaja Galina Kreft Jekaterina Nagimaja Nadezjda Tratjimenok Sovjetunionen | Ilona Töszer Mária Zakariás Klára Rajnai Ágnes Pozsonyi Ungern                           |
| Sofia 1977       | Maria Mintstjeva Rosa Bohanova Velitstja Mintstjeva Natascha Janakieva Bulgarien        | Marion Rösiger Martina Fischer Sabine Pochert Gudrun Klaus-Dittmar Östtyskland          | Taisija Laptjeva Galina Zjikareva Tatjana Korzjunova Nina Doroh Sovjetunionen            |
| Belgrad 1978     | Marion Rösiger Roswitha Eberl Carsta Genäuß Birgit Fischer Östtyskland                  | Vanja Gestjeva Maria Mintstjeva Natascha Janakieva Iliana Nikolova Bulgarien            | Agafia Orlov Natasia Nichitov Maria Nicolae Buri Rumänien                                |
| Duisburg 1979    | Marion Rösiger Martina Bischof Birgit Fischer Roswitha Eberl Östtyskland                | Galina Aleksejeva Nadezjda Tratjimenok Tatjana Korzjunova Larissa Nadviga Sovjetunionen | Agafia Orlov Natasia Nichitov Maria Nicolae Adriana Tarasov Rumänien                     |
| Nottingham 1981  | Birgit Fischer Carsta Kühn Kathrin Stoll Roswitha Eberl Östtyskland                     | Natalja Filonitj Larissa Nadviga Inna Zjipulina Ljubov Oretjova Sovjetunionen           | Karin Olsson Agneta Andersson Susanne Wiberg Eva Karlsson Sverige                        |
| Belgrad 1982     | Birgit Fischer Bettina Streussel Roswitha Eberl Kathrin Giese Östtyskland               | Inna Zjipulina Nelli Jefremova Jekaterina Golubeva Saba Komkova Sovjetunionen           | Agnes Dragos Erika Géczi Katalin Povázsán Éva Rakusz Ungern                              |
| Tammerfors 1983  | Birgit Fischer Carsta Kühn Ramona Walther Kathrin Giese Östtyskland                     | Inna Zjipulina Nelli Jefremova Natalya Kalasjnikova Galina Aleksejeva Sovjetunionen     | Tecia Borzanea Agafia Burhaev Natasia Ionescu Maria Ştefan Rumänien                      |
| Mechelen 1985    | Birgit Fischer Carsta Kühn Heike Singer Kathrin Giese Östtyskland                       | Jelena Dudina Nelli Jefremova Irina Salomjkova Guinara Zjarafutdinova Sovjetunionen     | Katalin Gyulai Erika Géczi Éva Rakusz Rita Kőbán Ungern                                  |
| Montréal 1986    | Erika Géczi Erika Mészáros Rita Kőbán Éva Rakusz Ungern                                 | Nelli Korbukova Anzjela Nadtotjajeva Tatjana Zjistova Olga Slapina Sovjetunionen        | Tecia Borcanea Luminata Munteanu Marina Ciiucur Anna Larie Rumänien                      |
| Duisburg 1987    | Birgit Schmidt Anke Nothnagel Ramona Portwich Ines Rudolph Östtyskland                  | Erika Géczi Rita Kőbán Katalin Povázsán Éva Rakusz Ungern                               | Irina Salomjkova Olga Slapnia Guinara Zjarafutdinova Engole Nareviciute Sovjetunionen    |
| Plovdiv 1989     | Katrin Borchert Monika Bunke Heike Singer Anke Nothnagel Östtyskland                    | Katalin Gyulai Henriette Huber Rita Kőbán Erika Mészáros Ungern                         | Aleksandra Apanovitj Nadezjda Kovalevitj Irina Salomjkova Galina Savenko Sovjetunionen   |
| Poznań 1990      | Silke Bull Ramona Portwich Heike Rabenow Anke von Seck Östtyskland                      | Éva Dónusz Henriette Huber Rita Kőbán Erika Mészáros Ungern                             | Marcella Bednar Katrin Borchert Monika Bunke Catrin Fischer Västtyskland                 |
| Paris 1991       | Katrin Borchert Monika Bunke Ramona Portwich Anke von Seck Tyskland                     | Éva Dónusz Katalin Gyulay Rita Kőbán Erika Mészáros Ungern                              | Lui Qingilan Ning Menghua Wang Jing Wen Yangfang Kina                                    |
| Köpenhamn 1993   | Birgit Schmidt Ramona Portwich Anett Schuck Daniela Gleue Tyskland                      | Agneta Andersson Anna Olsson Maria Haglund Suzanne Rosenquist Sverige                   | Kinga Czigány Éva Dónusz Rita Kőbán Erika Mészáros Ungern                                |
| Mexico City 1994 | Birgit Schmidt Ramona Portwich Anett Schuck Daniela Gleue Tyskland                      | Éva Dónusz Kinga Czigány Rita Kőbán Szilvia Mednyánszky Ungern                          | Anna Olsson Suzanne Rosenquist Maria Haglund Ignela Ericsson Sverige                     |
| Duisburg 1995    | Manuela Mucke Ramona Portwich Birgit Schmidt Anett Schuck Tyskland                      | Xian Bangdi Bei Gaobei Ying Dong Qin Zhang Kina                                         | Éva Dónusz Kinga Czigány Rita Kőbán Szilvia Mednyánszky Ungern                           |
| Dartmouth 1997   | Birgit Fischer Anett Schuck Katrin Kieseler Katrin Wagner Tyskland                      | Kinga Dékány Szilvia Szabó Andrea Barocsi Katalin Kovács Ungern                         | Beatriz Manchón Belen Sánchez Ana María Penas Izaskum Aramburu Spanien                   |
| Szeged 1998      | Birgit Fischer Anett Schuck Manuela Mucke Marcela Bednar Tyskland                       | Kinga Dékány Szilvia Szabó Andrea Barocsi Katalin Kovács Ungern                         | Beatriz Manchón Izaskum Aramburu Ana María Penas Belen Sánchez Spanien                   |
| Milano 1999      | Katalin Kovács Erzsébet Viski Szilvia Szabó Rita Kőbán Ungern                           | Birgit Fischer Anett Schuck Manuela Mucke Katrin Wagner Tyskland                        | Beata Sokołowska Aneta Pastuszka Aneta Michalak Joanna Skowroń Polen                     |
| Poznań 2001      | Katalin Kovács Szilvia Szabó Kinga Bóta Erzsébet Viski Ungern                           | Manuela Mucke Katrin Wagner Anett Schuck Nadine Opgen-Rhein Tyskland                    | Maria Garcia Belen Sánchez Maria Teresa Portela Ana María Penas Spanien                  |
| Sevilla 2002     | Katalin Kovács Szilvia Szabó Kinga Bóta Erzsébet Viski Ungern                           | Katrin Wagner Anett Schuck Manuela Mucke Maike Nollen Tyskland                          | Maria Teresa Portela Sonia Molanes Beatriz Manchón Maria Garcia Spanien                  |
| Gainesville 2003 | Katalin Kovács Szilvia Szabó Erzsébet Viski Kinga Bóta Ungern                           | Karolina Sadalska Małgorzata Czajczyńska Aneta Białkowska Joanna Skowroń Polen          | Maria Garcia Beatriz Manchón Jana Smidakova Maria Teresa Portela Spanien                 |
| Zagreb 2005      | Carolin Leonhardt Conny Waßmuth Katrin Wagner-Augustin Judith Hörmann Tyskland          | Aneta Białkowska Aneta Konieczna Joanna Skowroń Iwona Pyzalska Polen                    | Tímea Paksy Dalma Benedek Szilvia Szabó Kinga Bóta Ungern                                |
| Szeged 2006      | Krisztina Fazekas Tímea Paksy Nataša Janić Katalin Kovács Ungern                        | Carolin Leonhardt Conny Waßmuth Katrin Wagner-Augustin Judith Hörmann Tyskland          | Marianna Clobnau Lidia Talpă Florica Vulpeș Alina Platon Rumänien                        |
| Duisburg 2007    | Carolin Leonhardt Conny Waßmuth Katrin Wagner-Augustin Maren Knebel Tyskland            | Tímea Paksy Katalin Kovács Krisztina Fazekas Dalma Benedek Ungern                       | Monika Borowicz Aneta Konieczna Małgorzata Chojnacka Ewelina Wojnaroska Polen            |
| Dartmouth 2009   | Dalma Benedek Danuta Kozák Nataša Janić Katalin Kovács Ungern                           | Tina Dietze Carolin Leonhardt Katrin Wagner-Augustin Nicole Reinhardt Tyskland          | Beatriz Manchón Teresa Portela Jana Smidakova Sonia Molanes Spanien                      |
| Poznań 2010      | Nataša Janić Tamara Csipes Katalin Kovács Dalma Benedek Ungern                          | Fanny Fischer Nicole Reinhardt Katrin Wagner-Augustin Tina Dietze Tyskland              | Karolina Naja Aneta Konieczna Sandra Pawelczak Magdalena Krukowska Polen                 |
| Szeged 2011      | Gabriella Szabó Danuta Kozák Katalin Kovács Dalma Benedek Ungern                        | Carolin Leonhardt Silke Hörmann Franziska Weber Tina Dietze Tyskland                    | Iryna Pamialova Nadzeya Papok Volha Chudzenka Maryna Paltaran Belarus                    |
| Duisburg 2013    | Gabriella Szabó Danuta Kozák Krisztina Fazekas Zur Ninetta Vad Ungern                   | Franziska Weber Tina Dietze Katrin Wagner-Augustin Verena Hantl Tyskland                | Marharyta Tsisjkevitj Nadzeja Papok Volha Chudzenka Maryna Litvintjuk Belarus            |
| Moskva 2014      | Anna Kárász Danuta Kozák Gabriella Szabó Ninetta Vad Ungern                             | Edyta Dzieniszewska Beata Mikołajczyk Karolina Naja Marta Walczykiewicz Polen           | Volha Chudzenka Nadzeja Papok Maryna Pautaran Marharyta Tsisjkevitj Belarus              |
| Milano 2015      | Marharyta Tsisjkevitj Nadzeja Liapesjka Volha Chudzenka Maryna Litvintjuk Belarus       | Gabriella Szabó Danuta Kozák Krisztina Fazekas Zur Anna Kárász Ungern                   | Franziska Weber Conny Waßmuth Verena Hantl Tina Dietze Tyskland                          |
| Račice 2017      | Tamara Takács Erika Medveczky Krisztina Fazekas-Zur Ninetta Vad Ungern                  | Tina Dietze Franziska Weber Steffi Kriegerstein Sabrina Hering Tyskland                 | Aimee Fisher Caitlin Ryan Kayla Imrie Lisa Carrington Nya Zeeland                        |

## K-1 5000 m
Introducerades: 1989. Togs bort: 1993. Återinfördes: 2010.
| Spel           | Guld                     | Silver                 | Brons                  |
| Plovdiv 1989   | Katrin Borchert (GDR)    | Izabela Dylewska (POL) | Josefa Idem (FRG)      |
| Poznań 1990    | Katrin Borchert (FRG)    | Josefa Idem (ITA)      | Irina Salomjkova (URS) |
| Paris 1991     | Josefa Idem (ITA)        | Anna Wood (AUS)        | Katrin Borchert (GER)  |
| Köpenhamn 1993 | Susanne Gunnarsson (SWE) | Rita Kőbán (HUN)       | Birgit Schmidt (GER)   |
| Poznań 2010    | Vivien Folláth (HUN)     | Maryna Paltaran (BLR)  | Anne Rikala (FIN)      |
| Szeged 2011    | Tamara Csipes (HUN)      | Lani Belcher (GBR)     | Maryna Paltaran (BLR)  |
| Duisburg 2013  | Teneale Hatton (NZL)     | Renáta Csay (HUN)      | Anne Rikala (FIN)      |
| Moskva 2014    | Louisa Sawers (GBR)      | Maryna Pautaran (BLR)  | Renáta Csay (HUN)      |
| Milano 2015    | Maryna Litvintjuk (BLR)  | Lani Belcher (GBR)     | Émilie Fournel (CAN)   |
| Račice 2017    | Dóra Bodonyi (HUN)       | Tabea Medert (GER)     | Lani Belcher (GBR)     |

## K-2 5000 m
Introducerades: 1989. Togs bort: 1993.
| Spel           | Guld                                     | Silver                                    | Brons                                                  |
| Plovdiv 1989   | Monika Bunke Ramona Portwich Östtyskland | Marina Bituleanu Lumineta Hertea Rumänien | Aleksandra Apanovitj Nadezjda Kovalevitj Sovjetunionen |
| Poznań 1990    | Ramona Portwich Anett Schuck Östtyskland | Éva Dónusz Erika Mészáros Ungern          | Katarin Koniovskala Nelly Korbukova Sovjetunionen      |
| Paris 1991     | Ramona Portwich Anett Schuck Tyskland    | Maria Haglund Susanne Rosenquist Sverige  | Bernadette Bregeon Sabine Gotschy Frankrike            |
| Köpenhamn 1993 | Ramona Portwich Anett Schuck Tyskland    | Éva Dónusz Erika Mészáros Ungern          | Carmen Simion Sanda Toma Rumänien                      |

## K-1 200 m
Introducerades: 1994.
| Spel             | Guld                       | Silver                     | Brons                                                 |
| Mexico City 1994 | Rita Kőbán (HUN)           | Anna Olsson (SWE)          | Caroline Brunet (CAN)                                 |
| Duisburg 1995    | Rita Kőbán (HUN)           | Caroline Brunet (CAN)      | Anna Olsson (SWE)                                     |
| Dartmouth 1997   | Caroline Brunet (CAN)      | Josefa Idem (ITA)          | Jacqui Mengler (AUS)                                  |
| Szeged 1998      | Caroline Brunet (CAN)      | Josefa Idem (ITA)          | Éva Dónusz (HUN)                                      |
| Milano 1999      | Caroline Brunet (CAN)      | Josefa Idem (ITA)          | Rita Kőbán (HUN)                                      |
| Poznań 2001      | Karen Furneaux (CAN)       | Elżbieta Urbańczyk (POL)   | Szilvia Szabó (HUN)                                   |
| Sevilla 2002     | Maria Teresa Portela (ESP) | Caroline Brunet (CAN)      | Elżbieta Urbańczyk (POL)                              |
| Gainesville 2003 | Caroline Brunet (CAN)      | Maria Teresa Portela (ESP) | Tímea Paksy (HUN)                                     |
| Zagreb 2005      | Maria Teresa Portela (ESP) | Szilvia Szabó (HUN)        | Karen Furneaux (CAN)                                  |
| Szeged 2006      | Tímea Paksy (HUN)          | Spela Ponomarenko (SLO)    | Karen Furneaux (CAN)                                  |
| Duisburg 2007    | Nataša Janić (HUN)         | Anne Rikala (FIN)          | Spela Ponomarenko (SLO)                               |
| Dartmouth 2009   | Nataša Janić (HUN)         | Marta Walczykiewicz (POL)  | Anne Laure Viard (FRA)                                |
| Poznań 2010      | Nataša Janić (HUN)         | Inna Osypenko (UKR)        | Shinobu Kitamoto (JPN)                                |
| Szeged 2011      | Lisa Carrington (NZL)      | Marta Walczykiewicz (POL)  | Inna Osypenko-Radomska (UKR)                          |
| Duisburg 2013    | Lisa Carrington (NZL)      | Marta Walczykiewicz (POL)  | Špela Ponomarenko Janić (SLO)                         |
| Moskva 2014      | Lisa Carrington (NZL)      | Marta Walczykiewicz (POL)  | Nikolina Moldovan (SRB)                               |
| Milano 2015      | Lisa Carrington (NZL)      | Marta Walczykiewicz (POL)  | Nikolina Moldovan (SRB)                               |
| Račice 2017      | Lisa Carrington (NZL)      | Emma Jørgensen (DEN)       | Špela Ponomarenko Janić (SLO) · Milica Starović (SRB) |

## K-2 200 m
Introducerades: 1994.
| Spel             | Guld                                             | Silver                                        | Brons                                           |
| Mexico City 1994 | Rita Kőbán Eva Laky Ungern                       | Birgit Schmidt Daniela Gleue Tyskland         | Barbara Hajcel Elżbieta Urbańczyk Polen         |
| Duisburg 1995    | Corinna Kennedy Marie-Josée Gilbeau Kanada       | Suzanne Rosenquist Susanne Gunnarsson Sverige | Larissa Kosorukova Tatjana Tistjenko Ryssland   |
| Dartmouth 1997   | Birgit Fischer Anett Schuck Tyskland             | Izabela Dylewska Elżbieta Urbańczyk Polen     | Natalja Gouillj Jelena Tissina Ryssland         |
| Szeged 1998      | Marie-Josée Gilbeau-Ouimet Karen Furneaux Kanada | Kinga Dékány Rita Kőbán Ungern                | Beatriz Manchón Izaskun Aramburu Spanien        |
| Milano 1999      | Izaskun Aramburu Beatriz Manchón Spanien         | Beata Sokołowska Aneta Pastuszka Polen        | Rita Kőbán Eva Laky Ungern                      |
| Poznań 2001      | Izaskun Aramburu Sonia Molanes Spanien           | Beata Sokołowska Aneta Pastuszka Polen        | Kinga Dékány Erzsébet Viski Ungern              |
| Sevilla 2002     | Sonia Molanes Beatriz Manchón Spanien            | Aneta Pastuszka Joanna Skowroń Polen          | Bonka Pindzeva Deljana Datjeva Bulgarien        |
| Gainesville 2003 | Tímea Paksy Melinda Patyi Ungern                 | Maria Teresa Portela Beatriz Manchón Spanien  | Aneta Pastuszka Beata Sokołowska-Kulesza Polen  |
| Zagreb 2005      | Katalin Kovács Nataša Janić Ungern               | Maria Teresa Portela Jana Smidakova Spanien   | Birgit Fischer Fanny Fischer Tyskland           |
| Szeged 2006      | Katalin Kovács Nataša Janić Ungern               | Katrin Wagner-Augustin Fanny Fischer Tyskland | Jenni Honkanen Anne Rikala Finland              |
| Duisburg 2007    | Fanny Fischer Nicole Reinhardt Tyskland          | Ivana Kmeťová Martina Kohlová Slovakien       | Marta Walczykiewicz Dorota Kuczkowska Polen     |
| Dartmouth 2009   | Katalin Kovács Nataša Janić Ungern               | Fanny Fischer Nicole Reinhardt Tyskland       | Ivana Kmeťová Martina Kohlová Slovakien         |
| Poznań 2010      | Katalin Kovács Nataša Janić Ungern               | Marta Walczykiewicz Ewelina Wojnarowska Polen | Ivana Kmeťová Martina Kohlová Slovakien         |
| Szeged 2011      | Katalin Kovács Danuta Kozák Ungern               | Franziska Weber Tina Dietze Tyskland          | Beata Mikołajczyk Aneta Konieczna Polen         |
| Duisburg 2013    | Franziska Weber Tina Dietze Tyskland             | Karolina Naja Beata Mikołajczyk Polen         | Nikolina Moldovan Olivera Moldovan Serbien      |
| Moskva 2014      | Anna Kárász Ninetta Vad Ungern                   | Franziska Weber Tina Dietze Tyskland          | Marharyta Tsishkevich Maryna Litvinchuk Belarus |
| Milano 2015      | Marharyta Tsisjkevitj Maryna Litvintjuk Belarus  | Luca Homonnai Natasa Dusev-Janics Ungern      | Sabrina Hering Steffi Kriegerstein Tyskland     |
| Račice 2017      | Réka Hagymási Ágnes Szabó Ungern                 | Susanna Cicali Francesca Genzo Italien        | Angela Hannah Hannah Brown Storbritannien       |

## K-4 200 m
Introducerades: 1994. Togs bort: 2009.
| Spel             | Guld                                                                              | Silver                                                                              | Brons                                                                           |
| Mexico City 1994 | Éva Dónusz Szilvia Mednyánszky Eva Laky Rita Kőbán Ungern                         | Birgit Schmidt Anett Schuck Ramona Portwich Daniela Gleue Tyskland                  | Caroline Brunet Klari MacAskill Alison Herst Corrina Kennedy Kanada             |
| Duisburg 1995    | Caroline Brunet Alison Herst Corrina Kennedy Marie-Josée Gilbeau Kanada           | Manuela Mucke Ramona Portwich Birgit Schmidt Anett Schuck Tyskland                  | Ingela Eriksson Maria Haglund Anna Olsson Susanne Rosenquist Sverige            |
| Dartmouth 1997   | Birgit Fischer Anett Schuck Manuela Mucke Katrin Wagner Tyskland                  | Karen Fumeaux Corrina Kennedy Rice Danica Marie-Josée Gilbeau Kanada                | Anna Karlsson Ingela Eriksson Maria Haglund Susanne Rosenquist Sverige          |
| Szeged 1998      | Kinga Dékány Erzsébet Viski Rita Kőbán Katalin Kovács Ungern                      | Anna Karlsson Susanne Gunnarsson Ingela Eriksson Maria Haglund Sverige              | Natalya Gouily Yelena Tissina Larissa Peisakhovich Tatyana Tichtchenko Ryssland |
| Milano 1999      | Katalin Kovács Erzsébet Viski Szilvia Szabó Rita Kőbán Ungern                     | Natalja Gouilj Olga Titjttjenko Tatjana Titjttjenko Galina Pojvajeva Ryssland       | Beata Sokołowska Aneta Pastuszka Agata Piszcz Aneta Michalak Polen              |
| Poznań 2001      | Kinga Dékány Krisztina Fazekas Erzsébet Viski Katalin Kovács Ungern               | Maria Teresa Portela Maria Garcia Belen Sánchez Ana Mariá Penas Spanien             | Karolina Sadalska Aneta Pastuszka Dorota Kuczkowska Joanna Skowroń Polen        |
| Sevilla 2002     | Nataša Janić Szilvia Szabó Erzsébet Viski Tímea Paksy Ungern                      | Maria Teresa Portela Sonia Molanes Beatriz Manchón Maria Garcia Spanien             | Katrin Wagner Anett Schuck Manuela Mucke Maike Nollen Tyskland                  |
| Gainesville 2003 | Katalin Kovács Szilvia Szabó Erzsébet Viski Kinga Bóta Ungern                     | Maria Garcia Suarez Beatriz Manchón Jana Smidakova Maria Teresa Portela Spanien     | Karolina Sadalska Aneta Pastuszka Beata Sokołowska-Kulesza Joanna Skowroń Polen |
| Zagreb 2005      | Carolin Leonhardt Nicole Reinhardt Judith Hörmann Katrin Wagner-Augustin Tyskland | Iwona Pyzalska Małgorzata Czajczyńska Joanna Skowroń Beata Sokołowska-Kulesza Polen | Isabel Garcia Ana Varela Jana Smidakova Maria Teresa Portela Spanien            |
| Szeged 2006      | Tímea Paksy Melinda Patyi Nataša Janić Katalin Kovács Ungern                      | Judith Hörmann Nicole Reinhardt Carolin Leonhardt Conny Waßmuth Tyskland            | Josefin Nordlöw Sofia Paldanius Karin Johansson Anna Karlsson Sverige           |
| Duisburg 2007    | Carolin Leonhardt Conny Waßmuth Katrin Wagner-Augustin Maren Knebel Tyskland      | Tímea Paksy Katalin Kovács Krisztina Fazekas Melinda Patyi Ungern                   | Miljana Knežević Antonija Panda Renata Kubik Marta Tibor Serbien                |
| Dartmouth 2009   | Tina Dietze Carolin Leonhardt Katrin Wagner-Augustin Conny Waßmuth Tyskland       | Krisztina Fazekas Nataša Janić Katalin Kovács Tímea Paksy Ungern                    | Beatriz Gomes Helena Rodrigues Teresa Portela Joana Sousa Portugal              |

## K-1 1000 m
Introducerades: 1997.
| Spel             | Guld                         | Silver                       | Brons                       |
| Dartmouth 1997   | Caroline Brunet (CAN)        | Josefa Idem (ITA)            | Ursula Profanter (AUT)      |
| Szeged 1998      | Josefa Idem (ITA)            | Caroline Brunet (CAN)        | Katrin Borchert (AUS)       |
| Milano 1999      | Caroline Brunet (CAN)        | Josefa Idem (ITA)            | Katalin Kovács (HUN)        |
| Poznań 2001      | Josefa Idem (ITA)            | Katrin Wagner (GER)          | Katrin Borchert (AUS)       |
| Sevilla 2002     | Katalin Kovács (HUN)         | Katrin Wagner (GER)          | Josefa Idem (ITA)           |
| Gainesville 2003 | Katalin Kovács (HUN)         | Katrin Wagner (GER)          | Lior Karmi (ISR)            |
| Zagreb 2005      | Katrin Wagner-Augustin (GER) | Dalma Benedek (HUN)          | Karen Furneaux (CAN)        |
| Szeged 2006      | Dalma Benedek (HUN)          | Katrin Wagner-Augustin (GER) | Michala Mruzková (CZE)      |
| Duisburg 2007    | Katalin Kovács (HUN)         | Friedericke Leue (GER)       | Sofia Paldanius (SWE)       |
| Dartmouth 2009   | Katalin Kovács (HUN)         | Franziska Weber (GER)        | Bridgette Hartley (RSA)     |
| Poznań 2010      | Franziska Weber (GER)        | Katalin Kovács (HUN)         | Sofia Paldanius (SWE)       |
| Szeged 2011      | Tamara Csipes (HUN)          | Krisztina Fazekas Zur (USA)  | Naomi Flood (AUS)           |
| Duisburg 2013    | Erika Medveczky (HUN)        | Verena Hantl (GER)           | Edyta Dzieniszewska (POL)   |
| Moskva 2014      | Teneale Hatton (NZL)         | Tamara Csipes (HUN)          | Dalma Ružičić-Benedek (SRB) |
| Milano 2015      | Erika Medveczky (HUN)        | Kristina Bedeč (SRB)         | Margaret Hogan (USA)        |
| Račice 2017      | Alyce Burnett (AUS)          | Karin Johansson (SWE)        | Rachel Cawthorn (GBR)       |

## K-2 1000 m
Introducerades: 1997.
| Spel             | Guld                                          | Silver                                         | Brons                                             |
| Dartmouth 1997   | Birgit Fischer Marcela Bednar Tyskland        | Anna Wood Katrin Borchert Australien           | Izabela Dylewska Swiatowiak Urbanczyk Polen       |
| Szeged 1998      | Anna Wood Katrin Borchert Australien          | Birgit Fischer Ute Plessmann Tyskland          | Anna Karlsson Susanne Gunnarsson Sverige          |
| Milano 1999      | Anna Wood Katrin Borchert Australien          | Manuela Mucke Katrin Wagner Tyskland           | Kinga Bóta Andrea Barosci Ungern                  |
| Poznań 2001      | Manuela Mucke Nadine Opgen-Rhein Tyskland     | Katrin Borchert Katrin Kieseler Australien     | Beatriz Manchón Sonia Molanes Spanien             |
| Sevilla 2002     | Szilvia Szabó Kinga Bóta Ungern               | Nadine Opgen-Rhein Manuela Mucke Tyskland      | Adi Gafni Larissa Pessakhovitch Israel            |
| Gainesville 2003 | Tímea Paksy Dalma Benedek Ungern              | Nadine Opgen-Rhein Manuela Mucke Tyskland      | Caroline Brunet Mylanie Barre Kanada              |
| Zagreb 2005      | Katalin Kovács Nataša Janić Ungern            | Maike Nollen Nadine Opgen-Rhein Tyskland       | Aneta Białkowska Joanna Skowroń Polen             |
| Szeged 2006      | Katalin Kovács Nataša Janić Ungern            | Zhu Minyuan Yang Yali Kina                     | Ganna Pusjkova-Aresjka Natalja Bondarenko Belarus |
| Duisburg 2007    | Gesine Ruge Judith Hörmann Tyskland           | Ewelina Wojnarowska Małgorzata Chojnacka Polen | Danuta Kozák Gabriella Szabó Ungern               |
| Dartmouth 2009   | Beata Mikołajczyk Małgorzata Chojnacka Polen  | Tina Dietze Carolin Leonhardt Tyskland         | Dalma Benedek Erika Medveczky Ungern              |
| Poznań 2010      | Gabriella Szabó Tamara Csipes Ungern          | Carolin Leonhardt Silke Hörmann Tyskland       | Juliana Salachova Anastasia Sergeeva Ryssland     |
| Szeged 2011      | Anne Knorr Debora Niche Tyskland              | Berenike Faldum Daniela Nedeva Bulgarien       | Alíz Sarudi Erika Medveczky Ungern                |
| Duisburg 2013    | Gabriella Szabó Krisztina Fazekas Zur Ungern  | Carolin Leonhardt Conny Waßmuth Tyskland       | Irina Lauric Bianca Pleșca Rumänien               |
| Moskva 2014      | Henriette Engel Hansen Emma Jørgensen Danmark | Aleksandra Grisjina Sofija Jurtjanka Belarus   | Erika Medveczky Alíz Sarudi Ungern                |
| Milano 2015      | Sabrina Hering Steffi Kriegerstein Tyskland   | Sofija Jurtjanka Aleksandra Grisjina Belarus   | Alíz Sarudi Dóra Bodonyi Ungern                   |
| Račice 2017      | Erika Medveczky Ramóna Farkasdi Ungern        | Tabea Medert Melanie Gebhardt Tyskland         | Paulina Paszek Justyna Iskrzycka Polen            |

## K-4 1000 m
Introducerades: 2001. Togs bort: 2007.
| Spel             | Guld                                                                    | Silver                                                                    | Brons                                                                      |
| Poznań 2001      | Kinga Dékány Szilvia Szabó Erzsébet Viski Kinga Bóta Ungern             | Karolina Sadalska Aneta Białkowska Dorota Kuczkowska Joanna Skowroń Polen | Hanna Balabanova Natalija Feklisova Inna Osypenko Tetjana Semjkina Ukraina |
| Sevilla 2002     | Aneta Pastuszka Joanna Skowroń Karolina Sadalska Aneta Białkowska Polen | Zhong Hongyan Fan Lina Gao Li Xu Linbei Kina                              | Tímea Paksy Katalin Moni Alexandra Xeresztesi Erzsébet Viski Ungern        |
| Gainesville 2003 | Eszter Rasztótsky Kinga Dékány Krisztina Fazekas Nataša Janić Ungern    | Olena Tjerevatova Tatjana Semikina Marija Raltjeva Inna Osipenko Ukraina  | Paula Harvey Chantal Meek Amanda Rankin Katrin Kieseler Australien         |
| Zagreb 2005      | Tímea Paksy Szilvia Szabó Erzsébet Viski Kinga Bóta Ungern              | Florica Vulpeș Mariana Ciobanu Lidia Talpă Alina Platon Rumänien          | Birgit Fischer Marin Knebel Judith Hörmann Carolin Leonhardt Tyskland      |
| Szeged 2006      | Nataša Janić Alexandra Keresztesi Katalin Kovács Tímea Paksy Ungern     | Carolin Leonhardt Miriam Frenken Tanja Schuck Silke Hörmann Tyskland      | Yu Lamei Wang Feng Zhang Jinmei He Jing Kina                               |
| Duisburg 2007    | Tímea Paksy Krisztina Fazekas Alexandra Keresztesi Dalma Benedek Ungern | Wang Feng Yu Lamei Yang Yali He Jing Kina                                 | Gesine Ruge Friedericke Leue Marina Schuck Judith Hörmann Tyskland         |

## K-1 4 x 200 m stafett
Introducerades: 2009
| Spel           | Guld                                                                            | Silver                                                                          | Brons                                                                             |
| Dartmouth 2009 | Fanny Fischer Nicole Reinhardt Katrin Wagner-Augustin Conny Waßmuth Tyskland    | Zomilla Hegyi Krisztina Fazekas Nataša Janić Tímea Paksy Ungern                 | Kia Byers Emilie Fournel Genevieve Orton Karen Furneaux Kanada                    |
| Poznań 2010    | Nicole Reinhardt Conny Waßmuth Tina Dietze Katrin Wagner-Augustin Tyskland      | Nataša Janić Zomilla Hegyi Ninetta Vad Tímea Paksy Ungern                       | Natalia Lobova Anastasia Sergeeva Natalia Proskurina Anastasia Pantjenko Ryssland |
| Szeged 2011    | Nicole Reinhardt Conny Waßmuth Tina Dietze Carolin Leonhardt Tyskland           | Natalia Lobova Anastasia Sergeeva Natalia Proskurina Svetlana Kudinova Ryssland | Marta Walczykiewicz Karolina Naja Aneta Konieczna Ewelina Wojnarowska Polen       |
| Duisburg 2013  | Natasa Dusev-Janics Ninetta Vad Krisztina Fazekas Zur Danuta Kozák Ungern       | Karolina Naja Edyta Dzieniszewska Ewelina Wojnarowska Marta Walczykiewicz Polen | Natalia Podolskaja Elena Poljakova Natalia Lobova Natalia Proskurina Ryssland     |
| Moskva 2014    | Edyta Dzieniszewska Karolina Naja Marta Walczykiewicz Ewelina Wojnarowska Polen | Natalia Lobova Anastasia Pantjenko Natalia Podolskaja Elena Terechova Ryssland  | Maryna Pautaran Volha Chudzenka Marharyta Tsisjkevitj Sofija Jurtjanka Belarus    |